# Charlotte Munck (Schauspielerin)
Charlotte Munck (* 2. Dezember 1969 in Aarhus) ist eine dänische Schauspielerin. Sie wurde vor allem durch die Hauptrolle in dem TV 2-Drama Anna Pihl – Auf Streife in Kopenhagen bekannt.

## Leben und Karriere
Charlotte Munck zog mit ihrer Familie nach Ørsted in Djursland, wo sie ab ihrem fünften Lebensjahr gemeinsam mit ihren drei Geschwistern wohnte, bis sie mit 18 Jahren nach Kopenhagen zog. Wie ihre drei Geschwister, die allesamt Musiker sind, entschied sie sich ebenfalls für eine künstlerische Ausbildung und absolvierte von 1994 bis 1998 eine Schauspielausbildung am Odense Teater.
Es folgten zahlreiche Rollen in Film und Fernsehen wie dem Thriller KAT oder der Komödie En kort en lang, die Munck eine Nominierung als beste weibliche Hauptdarstellerin für den Reumert-Preis und für den Bodil-Preis einbrachte. Abseits der Filmarbeiten stand sie auch auf der Bühne und spielte in Stücken wie Den Vægelsindede, Cabaret, Misantropen und Thor am Betty-Nansen-Theater, am Königlichen Theater Kopenhagen, dem Mammuttheater, dem Gladsaxe Theater, dem Husets Theater sowie dem Østre Gasværk Teater. 2005 erhielt sie für ihre Bühnendarstellung den Clara-Pontoppidans-Preis.
Darüber hinaus ist Munck als Hörspielsprecherin und Sängerin zu erleben.

## Filmografie (Auswahl)
- 2001: Kat – Eine Katze hat neun Leben. Du hast nur eins (Kat)
- 2002: Unit One – Die Spezialisten (Rejseholdet, Fernsehserie, eine Folge)
- 2004: King’s Game (Kongekabale)
- 2005: Der Adler – Die Spur des Verbrechens (Ørnen: En krimi-odyssé, Fernsehserie, eine Folge)
- 2006–2008: Anna Pihl – Auf Streife in Kopenhagen (Anna Pihl, Fernsehserie, 30 Folgen)
- 2007: Daisy Diamond
- 2009: Headhunter
- 2013: Meeres Stille
- 2015: A War (Krigen)
- 2017: Rita (Fernsehserie, acht Folgen)
- 2020: The Investigation – Der Mord an Kim Wall (Efterforskningen, Serie, 6 Folgen)
- seit 2022: Befruchtet (Skruk)
- 2024: So viel von mir (Kurzfilm)